# زندگی برایان
زندگی برایان به روایت مانتی پایتان (به انگلیسی: Monty Python's Life of Brian) دومین فیلم سینمایی گروه کمدی مانتی پایتان (گراهام چپمن، جان کلیز، تری گیلیام، اریک آیدل، تری جونز و مایکل پیلین) است. گروه شش نفرهٔ مانتی پایتان در این فیلم بیش از ۴۰ نقش ایفا کرده‌اند و کارگردانی فیلم نیز بر عهدهٔ یکی از اعضای گروه تری جونز بود. مدت این فیلم ۹۴ دقیقه است.
زندگی برایان روایتگر داستان برایان کوهن (با بازی چپمن) است. برایان مرد جوان یهودی‌ای است که همزمان و در همسایگی عیسی متولد می‌شود و بعدها او را با مسیح موعود عوضی می‌گیرند.

## خلاصه داستان
«زندگی برایان» فیلمی کمدی بر اساس داستان زندگی عیسی مسیح است. شخصیت اصلی فیلم، برایان کوهن، یک یهودی است که در همان محل زندگی مسیح و در همان زمان به دنیا می‌آید و داستان زندگی‌اش شباهتی طنزآلود به داستان‌های مذهبی دربارهٔ زندگی عیسی دارد. او در دهکده ای با آرامش زندگی می‌کند تا اینکه بر اثر اتفاقی همه خیال می‌کنند که او مسیح است. اما وی مسیح بودنش را تکذیب می‌کند. در نهایت مردم باعث به صلیب کشیده شدن مردی که می‌پندارند مسیح است، می‌شوند. این فیلم حال و هوای فیلم مونتی پایتون و جام مقدس را دارد و بازیگران آن فیلم نیز در زندگی برایان حضور دارند.

## جنجال
محتوای فیلم شامل طنز و نقد مذهبی است که در زمان پخش آن مناقشه‌برانگیز بود و موجب اعتراض برخی گروه‌های مذهبی و اتهام کفرگویی شد. ۳۹ شهر در بریتانیا پخش فیلم را ممنوع کردند. ممنوعیت پخش این فیلم در ایتالیا، نروژ، ایرلند و بخش‌هایی از انگلستان به شهرت آن دامن زد و فروش چشمگیری را برای آن رقم زد. مانتی پایتان نیز از این اتفاقات در کارزار تبلیغاتی فیلم استفاده بردند و روی پسترهای تبلیغاتی فیلم در سوئد نوشته بود: «فیلمی چنان خنده‌دار که نروژی‌ها آن را ممنوع کردند.»
تهیه‌کنندهٔ اصلی فیلم، ای‌ام‌آی‌فیلمز پس از اطلاع از درون‌مایهٔ داستان از سرمایه‌گذاری در فیلم خودداری کرد و روند ساخت فیلم متوقف شد. بااین‌حال جرج هریسون، عضو سابق بیتلز که طرفدار گروه مانتی پایتان بود سه میلیون دلار برای ساخت فیلم سرمایه‌گذاری کرد. چرا که «می‌خواست فیلم را ببیند.» تری جونز بعدها از این اقدام هریسون را «خریدن گران‌ترین بلیت سینما در تاریخ» نامید. هریسون در تک‌جلوه‌ای در فیلم هم حضور دارد.
نمایش هجوآمیز به صلیب کشیدن عیسی مسیح باعث اعتراضات فراوانی شد؛ زیرا رنج مسیح را تمسخر می‌کرد. در برخی کشورها یا مناطق تماشای این فیلم برای افراد زیر ۱۸ سال را ممنوع کردند. چون محتوای آن را توهین به مسیح و کفرآمیز می‌دانستند.

## دستاوردها
در سال ۲۰۰۰ مخاطبان مجله توتال فیلم آن را به عنوان بهترین کمدی تمام زمان‌ها انتخاب کردند. در سال ۲۰۰۴ همین نشریه آن را پنجمین فیلم بزرگ تاریخ بریتانیا نامگذاری کرد و در سال ۲۰۰۶ نیز طی دو نظرسنجی به عنوان بهترین کمدی تمام زمان‌ها انتخاب شد.

## بازیگران
- گراهام چپمن در نقش برایان، بیگوس دیکوس، مرد مجوس ۲
- جان کلیز در نقش رگ، موبد اعظم، سنتورین، درک مرگبار، آرتور، مرد مجوس ۱
- تری گیلیام در نقش پیامبر خون و رعد و برق، جفری، گالور، فرانک
- اریک آیدل در نقش آقای پررو، استن/لورتا، هری چانه‌زن، زنی که اولین سنگ را پرتاب می‌کند، جوان بسیار احمق، اوتو، دستیار گالور، آقای فریزبی سوم
- تری جونز در نقش مادر برایان، کالین، سایمون مقدس، رهگذر مقدس
- مایکل پیلین در نقش آقای دماغ-گنده، فرانسیس، خانم آ، جذامی سابق، بن، پونتیوس پیلاطس، پیامبر خسته‌کننده، ادی، نیسوس واتوس، مرد مجوس ۳
- ترنس بیلر در نقش گرگوری
- کارول کلیولند در نقش خانم گرگوری
- کنت کولی در نقش عیس مسیح
- نیل اینز در نقش یک سامری معتار
- جان یانگ در نقش ماتیاس
- گوئن تیلور در نقش خانم دماغ-گنده
- سو جونز-دیویز در نقش جودیت اسکاریون

## واژه‌نامه
1. ↑   "So funny, it was banned in Norway!"